# Agathia furcula
Agathia furcula är en fjärilsart som beskrevs av Matsumura 1931. Agathia furcula ingår i släktet Agathia och familjen mätare. Inga underarter finns listade i Catalogue of Life.